# Mastododera vicina
Mastododera vicina là một loài bọ cánh cứng trong họ Cerambycidae.